# Nova Frontera

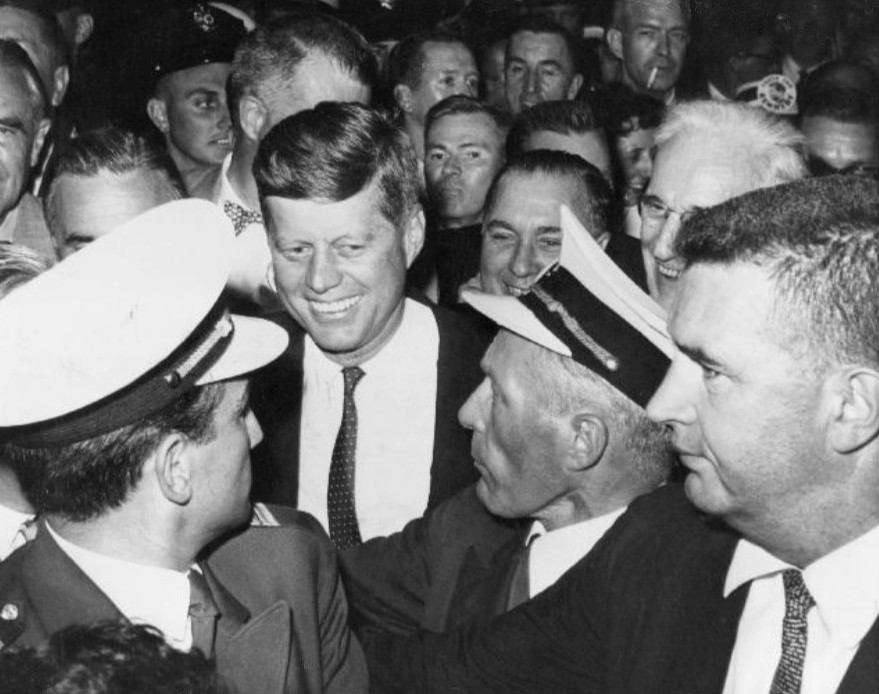
Fotografia de John Fitzgerald Kennedy l'any 1960.

El terme Nova Frontera (New Frontier en anglès) va ser utilitzat pel futur president dels Estats Units, el demòcrata John Fitzgerald Kennedy en un discurs d'acceptació de la investidura a la Convenció del Partit Demòcrata, el 15 de juliol de 1960 al Los Angeles Memorial Coliseum.
Estem a la vora d'una nova frontera, la frontera de les esperances no complertes i els somnis, una frontera de possibilitats desconegudes fins ara i creences en perill. Més enllà d'aquesta frontera hi ha àrees inexplorades de la ciència i l'espai, problemes no resolts de la pau i la guerra, problemes no conquerits de la ignorància i el prejudici, preguntes sense resposta de la pobresa i excedents.
Partint del programa de Kennedy, cal estimular l'economia, fornir una ajuda internacional, fornir amb més mitjans a la defensa nacional, desenvolupar la NASA i lluitar contra la segregació de la gent negra.
Entre les mesures promeses, segons aquesta Nova Frontera i preses en el curs del seu mandat figuren: el Cos de la Pau, l'Aliança per al Progrés, el Tractat de prohibició parcial de proves nuclears i el Programa Apollo
La política de la Nova Frontera s'insereix en el progressisme, a fi i efecte d'evitar que el país es trobés en una situació d'aïllacionisme.